# Mníchova Lehota
Mníchova Lehota (hongrois : Barátszabadi) est un village de Slovaquie situé dans la région de Trenčín.

## Histoire
La première mention écrite du village date de 1439.

## Démographie

### Évolution de la population
| Année:               | 1994. | 2004.   | 2014.    | 2024.   |
| -------------------- | ----- | ------- | -------- | ------- |
| Nombre de personnes: | 1116  | 1115    | 1235     | 1217    |
| Différence:          |       | -0,08 % | +10,76 % | -1,45 % |

| Année:               | 2023. | 2024.   |
| -------------------- | ----- | ------- |
| Nombre de personnes: | 1225  | 1217    |
| Différence:          |       | -0,65 % |